# برنارد فن لوسبرگ
برنارد ویکتور هانس ولفگانگ فن لوسبرگ (به آلمانی: Bernhard Viktor Hans Wolfgang von Loßberg) (۲۶ ژوئیه ۱۸۹۹ – ۱۵ مارس ۱۹۶۵) یک نظامی بلندپایه آلمانی در دوره رایش سوم بود.

## سال‌های اولیه
روز ۲۶ ژوئیه سال ۱۸۹۹ در محله ویلمرسدورف در برلین زاده شد. پدرش سپهبد فریدریش-کارل فن لوسبرگ یک افسر در ستاد کل نیروی زمینی امپراتوری آلمان بود که در سال ۱۹۱۸ به عنوان رییس ستاد ارتش چهارم در فنلاندر بازنشسته گشت. در آیزناخ و اشتوتگارت تحصیل کرد. سال ۱۹۱۶ پیش از تولد ۱۷ سالگی، وارد خدمت در نیروی زمینی امپراتوری آلمان شد. در هنگ ۲ گرندیر جنگ جهانی اول را در روسیه و فرانسه تجربه نمود و در طول آن سه بار جراحت برداشت. در سال ۱۹۱۷ به درجه ستوان دومی ترفیع یافت.

## رایشسور
پس از جنگ با پیوستن به هنگ ۵ پیاده‌نظام در اشتتین، در رایشسور به خدمت ادامه داد. تا سال ۱۹۲۷ در این یگان باقی ماند. در این مدت فرمانده یک دسته مخابرات و سپس آجودان یک گردان بود. در سال ۱۹۲۵ به درجه ستوان یکمی ارتقا پذیرفت. سال ۱۹۳۰ به ستاد لشکر سوم پیاده‌نظام در فرانکفورت و در سال ۱۹۳۲ به گروه فرماندهی ۲ ملحق شد. سپس به ستاد منطقه نظامی شماره ۳ در برلین منتقل گردید و آن‌جا در ۴ ژانویه سال ۱۹۳۳ به درجه سروانی ترفیع یافت. با توجه به سخت‌کوشی و مهارت در راهبردهای نظامی در سال ۱۹۳۶ به بخش طرح‌ریزی عملیاتی وزارت دفاع فرستاده شد و درجه سرگردی را دریافت نمود.

## ورماخت
با گسترش نیروی زمینی پس از به قدرت رسیدن آدولف هیتلر، به هنگ ۴۴ پیاده‌نظام در پروس شرقی منتقل گردید و فرماندهی یک گروهان را بر عهده گرفت. در سال ۱۹۳۸ در طرح‌ریزی رزمایش‌های مشترک ورماخت مشارکت داشت. پاییز همان سال به اسپانیا فرستاده شد و وظایف ستادی در زمینه جذب داوطلبان و ترابری تدارکات و ادوات برای لژیون کندور به او محول گردید. روز ۲ ژانویه سال ۱۹۳۹ به درجه سرهنگ دومی ترفیع گرفت و ماه بعد به ستاد برنامه‌ریزی ورماخت بازگشت. بر روی طرح عملیاتی مورد سفید، تهاجم آلمان به لهستان و عملیات وزرئوبونگ کار کرد.
با وجود موفقیت عملیات در نروژ، هنگامی که با احساس خطر از ورود نیروهای بریتانیایی، هیتلر فرمان به عقب‌نشینی نیروهای آلمانی داد، فن لوسبرگ با ناراحتی از ابلاغ این فرمان اجتناب کرد. پس از دیدار با آلفرد یودل، رئیس ستاد عملیات‌های فرماندهی عالی ورماخت، توسط او نزد والتر فن براوخیچ، فرمانده نیروی زمینی فرستاده شد. از فن براوخیچ خواست پیشوا را جهت دست‌کشیدن از این عمل راضی کند که با مخالفت مواجه گشت. به هر صورت فن براوخیچ نامه‌ای ظاهراً با نگارش فن لوسبرگ، برای فرمانده نیروهای آلمانی در نروژ فرستاد و از او خواست تا آخرین نفر از موضع خود دفاع کند. فن لوسبرگ به نزد یودل بازگشت و جلوی چشمان او دست‌نوشته ویلهلم کایتل، رئیس فرماندهی عالی ورماخت مبنی عقب‌نشینی این نیروها را پاره کرد. با این وجود نگرانی هیتلر همچنان بر طرف نشده بود. از این رو فن لوسبرگ را جهت مشاهده شرایط به اسلو فرستاد. روز ۲۲ آوریل به آلمان بازگشت و اظهار داشت بریتانیایی‌ها تنها ۵ هزار نفر وارد نروژ کرده‌اند. همین میزان نیز موجب آشفتگی پیشوا شد اما فن لوسبرگ خطاب به هیتلر گفت تمامی نقاط کلیدی در سلطه آلمانی‌ها است و از او خواست همه چیز را به فرمانده این نیروها بسپارد. هیتلر از این امر و نهی خشنود نشد و تا هفته‌ها اجازه حضور فن لوسبرگ در نزد خود را نداد. با این وجود آرای فن لوسبرگ درست از آب درآمد و نیروهای آلمانی تمام نروژ را به تصرف درآوردند.

### طرح عملیاتی بارباروسا
روز ۲۹ ماه ژوئیه سال ۱۹۴۰، هیتلر در دیداری خصوصی با یودل، او را از تصمیم خود مبنی آغاز یورش به شوروی در بهار سال بعد آگاه کرد و خواهان شروع آماده‌سازی‌ها شد. به این منظور به دستور سپهبد یودل، فن لوسبرگ طرحی تا حدود زیادی به ابتکار خود و مقداری مشارکت یودل، از جانب فرماندهی عالی ورماخت مهیا ساخت که با فرمان فیلدمارشال کایتل، ۸ اوت با عنوان «آماده‌سازی شرق» ابلاغ شد. این طرح فرمان به احداث زیرساخت‌های نظامی لازم و ارتقا خطوط آهن داده بود. بدون مبنا قرار دادن طرح فرماندهی عالی نیروی زمینی فن لوسبرگ طرح دیگری نیز با نام «مطالعه عملیاتی شرق» در ۱۵ ماه سپتامبر ارائه نمود.
فن لوسبرگ در این طرح بر لزوم تمرکز نیروهای تهاجم در شمال منطقه مردابی پریپیات تأکید کرد تا این نیروها بتوانند در کوتاه‌ترین مسیر از طریق اسمولنسک خود را به مسکو برسانند. بر اساس این طرح در مجموع سه گروه ارتش برای عملیات استقرار می‌یافتند. بر طبق طرح او پس از سلطه گروه ارتش مرکز بر اسمولنسک، ادامه تهاجم به پیشروی گروه ارتش شمال بستگی پیدا می‌کرد. اگر این گروه ارتش به اندازه کافی قدرتمند ظاهر می‌شد و می‌توانست سیر حرکت خود به سمت لنینگراد را حفظ کند، گروه ارتش مرکز تمامی نیروهای خود را در ادامه یورش به سمت مسکو به کار می‌برد. در غیر این صورت، گروه ارتش مرکز می‌بایست متوقف می‌شد تا بخشی از نیروهای خود را جهت یاری گروه ارتش شمال عازم سازد. او خط نهایی پیشروی را آرخانگلسک-گورکی-ولگا-دن معرفی می‌سازد. فن لوسبرگ می‌پنداشت حتی با در نظر گرفتن منطقه صنعتی اورال، غیرممکن است شوروی بتواند پس از از دست دادن اراضی اروپایی و ارتباط خود با دریاها، قادر به مقاومت باشد.
فاصله بین مطالعه سرتیپ اریش مارکس برای فرماندهی عالی نیروی زمینی و این مطالعه، به فن لوسبرگ اجازه داد تحولات سیاسی سریع شرق اروپا مشخصا در رومانی را در طرح‌ریزی خود وارد کند. به عقیده او در محتمل‌ترین حالت ارتش سرخ در طول مرزهای غربی شوروی یا نزدیکی آن دست به دفاع شدیدی می‌زد تا از پایگاه‌های نیروی هوایی خود محافظت نماید. به عقیده او در صورتی که قوای قدرتمندی از شوروی در همان ابتدا به‌کارگرفته شوند، ارتش سرخ شکست خواهد خورد و یک عقب‌نشینی منظم برای غالب نیروهای آن غیر قالب اجرا خواهد شد. فن لوسبرگ درک روشنی‌تری نسبت به گستردگی بالای اراضی عملیاتی در قیاس با مارکس، حاصل کرده بود. بر این مبنا او تحرکات راهبردی اولیه را با مقداری در نظر داشتن مشکلات تدارکاتی برنامه‌ریزی کرده بود. او همچنین به مقدار بسیار بیشتری به میزان مشکلات تدارکاتی در عمق اراضی دشمن، جایی که تدارکات رسانی از بنادر دریاهای بالتیک و سیاه بدان اثر کمی می‌گذاشت، توجه کرده بود. فن لوسبرگ نارضایتی‌های داخلی در شوروی را منبع قابل اتکایی در پشتیبانی از تلاش آلمان بر سلطه بر شوروی شناسایی می‌کند. فن لوسبرگ با نگاهی فراتر، تشکیل یک دولت اوکراینی در جهت امیال آلمانی‌ها، را نیز پیشبینی می‌نماید.
با توجه به روابط نزدیک پرسنل فرماندهی عالی ورماخت و فرماندهی عالی نیروی زمینی در سطح عملیاتی، به هر صورت احتمالا طرح مارکس بر مطالعه راهبردی فن لوسبرگ تأثیر گذاشت. به هر حال با توجه به این که طرح‌ریزی فن لوسبرگ پنج هفته پس از مارکس آغاز شد، طرح او به آرای هیتلر مشابهت بیشتری داشت.

### سال‌های آخر
پس از آغاز عملیات بارباروسا، در پی خوب پیش نرفتن اوضاع و شکست ورماخت در سلطه بر مسکو، فن لوسبرگ شروع به ابراز انتقاد از نحوه فرماندهی جنگ کرد. در پی این مسئله از مقام خود خلع و با ترفیع به درجه سرهنگی به جایگاه افسر عملیات‌های ستاد فرماندهی ورماخت در نروژ منصوب گشت. پس از گذراندن دو و نیم سال در این جایگاه حاشیه‌ای، ماه ژوئن سال ۱۹۴۴ به ریاست ستاد دریابد ویلهلم مارشال، کمیسیونر ویژه دانوب رسید. روز ۱ ماه سپتامبر همان سال به درجه سرتیپی نائل گشت. آخرین منصب او ریاست ستاد منطقه نظامی شماره ۸ به مرکزیت برسلاو بود. با انحلال ارتش جایگزینی و اعزام بخش‌های مختلف آن به خط مقدم در ماه مارس سال ۱۹۴۵، دیگر هیچ مسئولیتی به او سپرده نشد. پس از پایان جنگ روز ۵ مه سال ۱۹۴۵ در نوشتات-هوشتاین تسلیم نیروهای بریتانیایی گردید.

## پس از جنگ
ماه ژوئیه سال ۱۹۴۶ از اسارت آزاد و در ویزبادن ساکن شد. برنارد فن لوسبرگ ۱۵ مارس سال ۱۹۶۵ در ویزبادن درگذشت.